# آي كوي بلاير
آي كوي بلاير (بالإنجليزية: iQue Player)‏ (بالصينية: 神游机)، هو نظام التشغيل التابع لألعاب الفيديو في الصين، وهو شبيه بنظام التشغيل نينتندو 64 المرخص من قبل شركة نينتندو اليابانية، بدأت فترة الجيل الخامس لتاريخ ألعاب الفيديو من عام 2003 وتوقفت عام 2016م.

## وصلات خارجية
- IQue Player Website (بالصينية)
- Fugue Online Page (بالصينية)